# إبراهيم سين
إبراهيم سين (بالتركية: İbrahim Şen) (ولد في 1 أكتوبر 1980) هو مواطن تركي وعضو في تنظيم القاعدة، تم اعتقاله خارج نطاق القانون في معتقل غوانتانامو الأمريكي في كوبا. رقم الاعتقال التسلسلي الخاص به كان 297.
أجرى إبراهيم مقابلة صحفية في أبريل 2006 لصحيفة تركية تُسمى Vakit. وذكر أن المحققين الإناث قاموا بالاعتداء الجنسي عليه وإهانة القرآن، وأن الحراس قاموا بضربه بقضبان حديدية، وسمحوا للكلاب بالهجوم عليه، عندما كان في سجن ساريوسا في قندهار، وأنه كان يتم تركه لعدة أيام مما يصيبه بما أسماه "جنون الغرفة"، حيث تعريضهم لأصوات صاخبة، وقال أيضا أن معظم من في غوانتانامو من اليهود حيث يرتدون القلنسوة، تم نقل إبراهيم إلى تركيا في نوفمبر 2003، وفي يناير تم اعتقاله في فان في تركيا، لاتهامه بقيادة خلية تابعة لتنظيم القاعدة.

## وصلات خارجية
- ملفات غوانتانامو: موقع إضافات (6) – الهروب إلى باكستان (الأويغور وغيرهم)، أندي ورثينجتون.